# Lya Luft
Lya Fett Luft (Santa Cruz do Sul, 15 de septiembre de 1938-Porto Alegre, 30 de diciembre de 2021) fue una escritora, traductora y profesora universitaria brasileña. Fue columnista de la revista semanal Veja.

## Biografía
Fue originaria de Santa Cruz do Sul, una ciudad de colonizadores alemanes, como hija del abogado y juez Arthur Germano Fett. Su familia tenía orgullo por sus raíces germánicas y, por eso, se consideraban superiores a los "brasileños", aunque sus ancestros habían llegado a Brasil en 1825. Durante su juventud, Lya era como una niña traviesa y perturbadora: no le gustaba cocinar ni aprender a bordar y llegaron a enviarla a un internado durante dos meses. Otra característica, desde el principio, fue ser una ávida lectora - a sus once años, estaba recitando poemas de Göethe y de Schiller — y tenía una relación más natural con su padre, un hombre culto a quien idolatraba, no así con la madre. A los diecinueve años, se convirtió al catolicismo, espantando a los progenitores, ambos luteranos.
A partir de 1959, pasó a residir en Porto Alegre, donde se diplomaría en Pedagogía y en Letras Anglo-Germánicas por la Pontifícia Universidade Católica do Rio Grande do Sul (PUCRS). Pasó a trabajar entonces como traductora de literatura en alemán, y en inglés — traduciendo al portugués más de cien libros, dentro de los cuales se destacan traducciones de Virginia Woolf, Rainer Maria Rilke, Hermann Hesse, Doris Lessing, Günter Grass, Botho Strauss, y Thomas Mann.
En 1963, a los veinticinco años, se casó con Celso Pedro Luft, entonces un Hno. marista, diecinueve años mayor que ella. Ellos se conocieron durante una prueba de vestibular, por el que había llegado tarde. Tuvieron tres hijos: Suzana (1965), André (1966), y Eduardo (1969).
De 1970 a 1982, trabajó como profesora titular de Lingüística en la Facultad Porto-Alegrense (FAPA), donde obtuvo el grado de maestría en Lingüística (1975, por la PUCRS) y en Literatura brasileña (1978, por la UFRGS).
En 1985, consiguió la anulación de su casamiento con Celso, para vivir con el psicoanalista y también escritor Hélio Pellegrino, en Río de Janeiro. Ellos habían sido presentados el uno al otro por Nélida Piñón. En 1992, cuatro años después de la muerte de Pellegrino, Lya volvió a vivir como esposa de Celso Luft, de quien enviudó en 1995. Es opositora del expresidente Lula y del PT, siendo en cambio, simpatizante del PSDB y del exgobernador de São Paulo, José Serra, habiendo declarado su voto a este en horario electoral, en 2010.

## Carrera literaria
A inicios de su primer casamiento, comenzó a escribir poemas, a los que reunió en el libro Canções de limiar (1964). En 1972, fue publicado su segundo libro de poemas, intitulado Flauta doce. Cuatro años más tarde, escribió algunos cuentos y se los mandó a un editor de la Editora Nova Fronteira, Pedro Paulo Sena Madureira, que los consideró "publicables". En 1978, fue lanzado su primera colección de cuentos Matéria do Cotidiano.
El mismo editor de Nova Fronteira le había aconsejado a Lya escribir novelas. De ahí surgió As parceiras, publicado en 1980: 

"¿Por qué no morimos en un período como este? Antes de todo comienza a desmoronarse. Sepa si no es en el fondo o en la superficie comienza a la erosión. Tristeza que no compartió por primera vez. La soledad en la que el primero da la espalda y en la parte posterior, no es la presencia más reconfortante de la soledad. Originalmente lanzado en 1980, fue la primera novela de Lya Luft, una de las escritoras brasileñas más premiadas y celebradas. Recibido con excelentes críticas en la prensa - un libro raro y perfecto; acontecimiento intelectual del año - el libro es objeto de estudios en diferentes universidades, se ha publicado en Alemania y marca la llegada de la obra de Lya en la Editora Record. Con más de 15 ediciones, aborda principalmente el desafío de los valores patriarcales. Una visión femenina en una familia marcada por la muerte, la locura, por un mundo en descomposición que la rodea y se desintegra. En este trabajo debut, Lya ensaya el misterio, el encanto de los relatos donde el eje pasa por la virulencia de las emociones humanas. A la memoria de los cuentos de hadas que la escritora devoraba de niña. Las dosis masivas de la fantasía - princesas, brujas y magia - una marca, la creación de los elementos predominantes en sus obras.

 Al año siguiente vino A asa esquerda do anjo. Tales libros fueron influenciados por una visión de la muerte que la autora tuvo después de sufrir un siniestro automovilístico casi fatal en 1979.
En 1982, publicó Reunião de Família: 

Criados de forma severa por un padre violento y represivo, Alice, Evelyn y Renato crecieron marcados por la inseguridad, la sumisión, la desconfianza, la falta de unidad y, sobre todo, la falta de amor. Cuando el hijo de Evelyn muere en un trágico accidente, ella comienza a comportarse de forma extraña, en la creencia de que el niño está vivo, la familia decide unirse para ayudar a su hermana menor. Pero nada sucede como se esperaba: el fin de semana que debe servir para unir convierte en una catarsis de la culpa y los secretos, un terrible juego de la verdad en la que se invierten los papeles de víctima y victimario. Reunión de familia, la tercera novela de Lya Luft, además de "El Socio" y "El ala izquierda del Ángel", que algunos críticos consideran la «trilogía de la familia». Allí se disecan algunos de los valores que dan sustento a nuestra sociedad, y se destruyen y las falsas apariencias que, en lugar de todos los impulsos de la vida y la autenticidad, se construyen a partir de una opresión agobiante. En este libro, el lector encontrará, en un lenguaje sobrio y refinado, los conflictos familiares que enfrentan los extremos dramáticos que tanto fascinan al autor: la falta de comunicación y el amor, la soledad, la muerte, el misterio y la búsqueda de sentido.

 Y, en 1984, otras dos obras: O Quarto Fechado, y Mulher no Palco. El primero fue lanzado en Estados Unidos bajo el título The Island of the Dead. En 1987, lanzó Exílio; en 1989, el libro de poemas O Lado Fatal; y, en 1996, el premiado O Rio do Meio (ensayos), considerado la mejor obra de ficción de aquel año.
En 2001, recibió el premio União Latina a la mejor traducción técnica e científica, por la obra Lete: Arte e crítica do esquecimento, de Harald Weinrich.
En total, escribió y publicado 23 libros, entre novelas, colecciones de poemas, cuentos, ensayos y libros infantiles. Sus libros continúan siendo traducidos a varios idiomas como alemán, inglés e italiano.

### Su estilo
Estoy fascinada por el lado complicado. Tengo un ojo alegre y vivo: Soy una buscavidas, amor de la familia, de la naturaleza del amor. Pero tengo otro ojo que observa el lado difícil, sombrío. Mi literatura nunca será «se casaron y vivieron felices para siempre». Mi literatura siempre nace de un conflicto, la dificultad, el aislamiento.
Lya Luft 

## Obra
- Canções de Limiar, 1964

- Canções de limiar: poemas. Editor Instituto Estadual do Livro, Divisão de Cultura, Secretaria de Educação e Cultura. 65 pp. 1967

- Flauta Doce, 1972

- Histórias medievais. Con Hermann Hesse, 2ª edición de Record, 204 pp. 1976

- Matéria do Cotidiano, 1978

- As Parceiras, 1980

- Reunião de Família, 128 pp. ISBN 8501096016, ISBN 9788501096012 1982

- Os famintos. Con Thomas Mann. 2ª ed. de Nova Fronteira, 329 pp. 1982

- O Quarto Fechado, 1984

- Mulher no Palco, 1984

- Sobre a guerra e a paz. Con Hermann Hesse. Editora Record, 177 pp. 1984

- Exílio, 1987

- O Lado Fatal, 1989

- A Sentinela, 192 pp. ISBN 8501096024, ISBN 9788501096029 1994

- O Rio do Meio, 96 pp. ISBN 8501093807, ISBN 9788501093806 1996

- Secreta Mirada, 262 pp. ISBN 8535400915, ISBN 9788535400915 1997

- O Ponto Cego, 97 pp. ISBN 8501093793, ISBN 9788501093790 1999

- Histórias do Tempo, 2000

- Mar de Dentro, 83 pp. ISBN 8501093777, ISBN 9788501093776 2000

- Perdas e Ganhos, 102 pp. ISBN 8501091227, ISBN 9788501091222 2003

- Pérdidas y ganancias. Editor Aguilar, 181 pp. ISBN 8403095848, ISBN 9788403095847 2005

- Losses and Gains: Reflections on a Life with a Foreword by Paolo Coelho. Editor Ebury Publ. ISBN 1448117151, ISBN 9781448117154 2011

- Histórias de Bruxa Boa. Edición ilustrada de Editora Record, 94 pp. ISBN 8501069213, ISBN 97885010692142004 2004

- Pensar é Transgredir, 2004

- Para não Dizer Adeus, 75 pp. ISBN 8501093734, ISBN 9788501093738 2005

- Em outras Palavras, 2006

- A Volta da Bruxa Boa, 2007

- O Silêncio dos Amantes, 2008

- Criança Pensa, 2009

- Múltipla Escolha, 121 pp. ISBN 850109370X, ISBN 9788501093707 2010

- A Riqueza do Mundo, 272 pp. ISBN 8501096032, ISBN 9788501096036 2011

- A asa esqueda do anjo. 14.ª ed. de Editora Record, 84 pp. ISBN 8501093785, ISBN 9788501093783 2011

- O Lado Fatal. Editora Record. 96 pp. ISBN 8501098876, ISBN 9788501098870 2012

- O Tigre Na Sombra, 128 pp. ISBN 850140179X, ISBN 9788501401793 2012